# Bandai

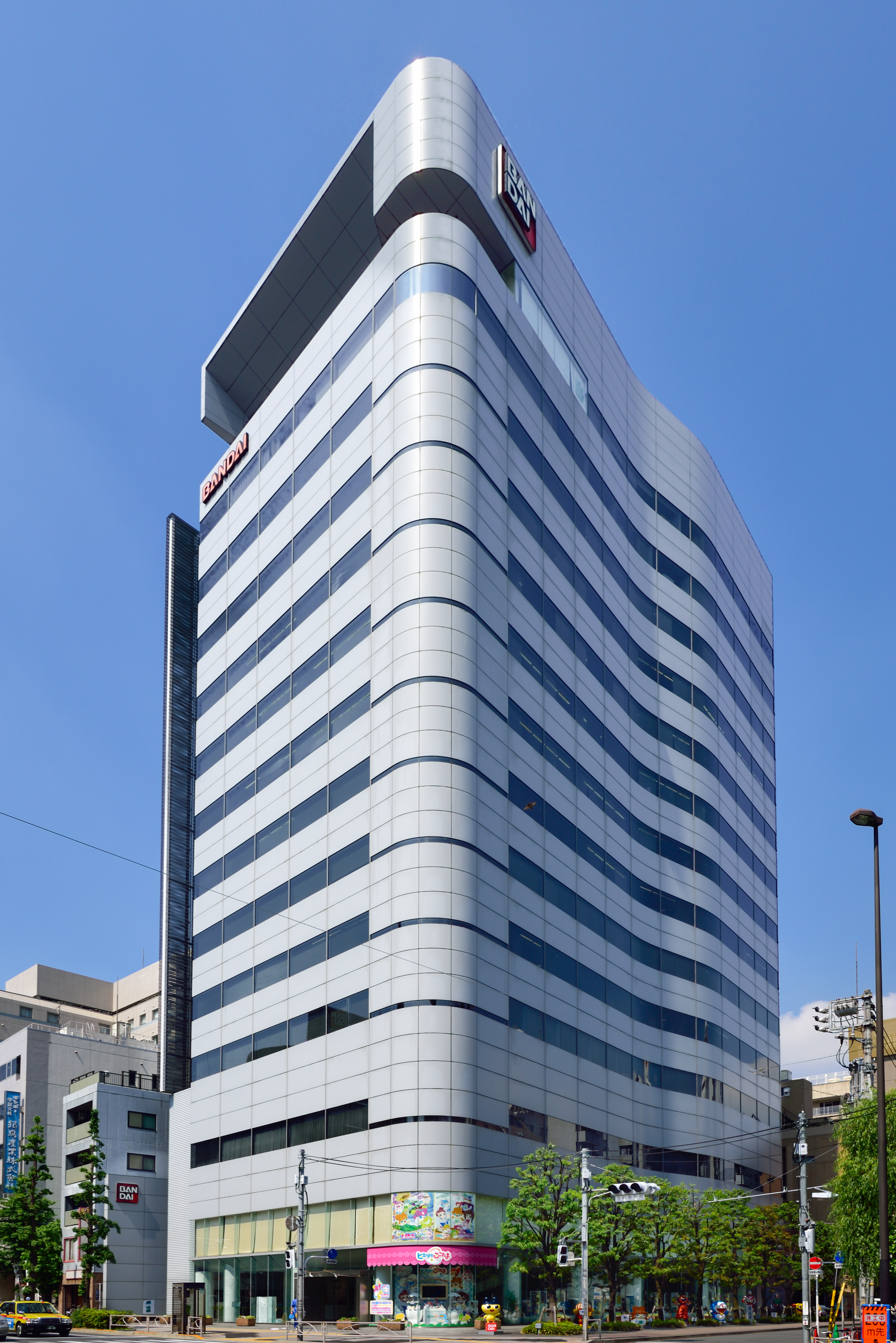
Bandai-Zentrale in Tokyo

Bandai (jap. バンダイ) war ein japanischer Spielzeughersteller und ist seit der Fusion mit Namco eine Marke von Bandai Namco.

## Geschichte
Gegründet wurde das Unternehmen im Jahre 1950 von Naoharu Yamashina. Nachdem Bandai im Jahre 2005 mit dem Videospiele-Hersteller Namco fusioniert hat, ist Bandai nur noch eine Marke des neuen Unternehmens Bandai Namco Holdings. Namco und Bandai bilden zusammen den drittgrößten Spielzeughersteller der Welt.

## Produkte
- Bandai TV Jack 5000
- Bandai Super Vision 8000
- Bandai Arcadia
- Doraemon
- Gundam
- Dr. Slump
- Tamagotchi

## Tochtergesellschaften
Als Bandai noch eigenständig war, gab es mehrere Tochtergesellschaften, die auch nach der Fusion mit Namco weiter existieren:
Bandai Visual (Emotion), produziert (teilweise zusammen mit Sunrise, ebenfalls eine Bandai-Tochterfirma) und vertreibt viele bekannte Anime-Reihen. Dazu gehören Cowboy Bebop, Outlaw Star, The Vision of Escaflowne, Mobile Suit Gundam und Witch Hunter Robin.
Bandai America ist der amerikanische Zweig von Bandai und stellt Spielzeuge für den US-Markt her und vertreibt Bandai-Spiele sowie viele von Bandai Visuals Anime-Reihen in den Vereinigten Staaten über den Zweig Bandai Entertainment. 
Bandai Games produzierte und vertrieb Videospiele. Inzwischen ging dieser Unternehmenszweig in Bandai Namco Games auf.